# Cecilia Atán
Pour les articles homonymes, voir Atan.
Cecilia Atán, née le 14 décembre 1978 à Buenos Aires (Argentine), est une réalisatrice et scénariste argentine.

## Biographie
Son premier long métrage, La Fiancée du désert (La Novia del Desierto), coréalisé avec Valeria Pivato, est présenté au Festival de Cannes 2017 dans la section Un certain regard, puis remporte le prix du meilleur premier film au Festival international du nouveau cinéma latino-américain de La Havane 2017 .

## Filmographie partielle

### Assistance à la réalisation
- 1998 : El faro
- 1998 : Frontera Sur
- 2000 : Una noche con Sabrina Love
- 2000 : Nueces para el amor
- 2001 : Taxi, un encuentro
- 2001 : Rodrigo, la película
- 2002 : No dejaré que no me quieras
- 2003 : El juego de Arcibel
- 2003 : Disparitions (Imagining Argentina)

### Comme réalisatrice
- 2012 : El mar (court métrage)
- 2013 : El asombroso mundo de Zamba (série TV)
- 2017 : La Fiancée du désert (La Novia del Desierto, aussi scénario et production)

## Récompenses et distinctions
- Festival international du nouveau cinéma latino-américain de La Havane 2017 : Meilleur premier film.
- Cóndor de Plata 2018 : Meilleur premier film[2].